# Colombe Jacobsen-Derstine
Colombe Jacobsen-Derstine (Chicago, 21 de dezembro de 1977) é uma chef e atriz americana. Ela frequentou a Natural Gourmet School em Nova York, e também competiu na temporada de 2007 do programa The Next Food Network Star. Ela atualmente hospeda o Colombe du jour, seu próprio site e blog relacionado à comida.
Como atriz, ela é mais conhecida por seus papéis de criança, incluindo Julie "The Cat" Gaffney na série de filmes The Mighty Ducks.

## Filmografia
- Rookie of the Year (1993) como Becky Fraker
- D2: The Mighty Ducks (1994) como Julie "The Cat" Gaffney
- D3: The Mighty Ducks (1996) como Julie "The Cat" Gaffney
- Men in Black II (2002) como Hailey (funcionária de locadora)
- Moonlight Mile (2002) como Patty
- Searching for Haizmann (2003) como Hannah Allen
- Descent (2007) como Nadia
- The Living Wake (2007) como Prostituta

- Chef (2014) como Lisa